# 图古雷姆区
图古雷姆区（羅馬化：Tugulymskiy rayon）是俄罗斯斯维尔德洛夫斯克州的一个区，行政中心为市级镇图古雷姆，面积3,332.51平方（1,286.69平方英里）。该区2021年人口有19,078人；2010年人口22,581；2002年人口25,455；1989年人口31,435。